# Loi de Lindeman (linguistique)
La loi de Lindeman est une loi de phonétique historique indo-européenne portant sur les semi-consonnes *i et *u. Elle doit son nom au linguiste norvégien Frederik Lindeman (en) qui l'a proposée en 1965 dans son article publié en français « La loi de Sievers et le début du mot en indo-européen » (Norsk Tidsskrift for Sprogvidenskap, 20, p. 38-108).
Proposée en complément de la loi de Sievers et des travaux de Franklin Edgerton (en), elle énonce qu'un monosyllabe commençant par un groupe *Cu̯V ou *Ci̯V (autrement dit par un groupe consonne + glide) subit régulièrement la loi de Sievers en fonction du mot qui le précède.
Ainsi, après un mot qui se termine par une syllabe lourde, le terme devient dissyllabique avec une forme *Cu̯-uV- ou *Ci̯-iV-, tandis qu'après un mot qui se termine par une syllabe légère, il garde une syllabation monosyllabique *Cu̯V- / *Ci̯V-. L'explication généralement retenue de ce phénomène est le dégagement d'une voyelle d'anaptyxe facilitant l'articulation d'un segment complexe, suivi par l'assimilation de cette voyelle avec la semi-consonne.
Cette loi permet d'expliquer l'existence de doublets lexicaux dans certaines langues, notamment en sanskrit védique, où par exemple le mot « chien » a deux formes : śvā́ et śuvā́ qui renvoient respectivement à *ḱu̯ōn et à *ḱu̯uōn, tout comme le mot « ciel » a deux formes dyáuṣ et diyáuṣ qui renvoient à *di̯eus et à *di-i̯eus.
Cette loi explique aussi l'apparente variété de certains cognats dans les différentes langues indo-européennes, et permet de rendre compte de la flexion apparemment irrégulière de certains termes en synchronie. Par exemple, elle permet de comprendre pourquoi en sanskrit védique le terme dyáuṣ / diyáuṣ n'a qu'un seul instrumental pluriel dyúbhis : en effet, la forme de l'instrumental pluriel étant polysyllabique dès l'indo-européen, elle n'a pas pu connaître ce développement phonétique, rendant une hypothétique forme *diyúbhis inexistante.